# Ludwig Waaser
Ludwig Gottlieb August Waaser, ab 1873 von Waaser (* 11. Februar 1804 in Knittlingen; † 21. November 1883 in Ludwigsburg) war ein deutscher Jurist und Abgeordneter im Württembergischen Landtag.

## Leben
Waaser wurde als Sohn eines Gastwirts geboren und studierte Rechtswissenschaften in Tübingen. Während seines Studiums wurde er 1823 Mitglied der Burschenschaft Germania Tübingen. Nach seinem Abschluss war er von 1831 bis 1838 Gerichtsaktuar in Langenburg und Heilbronn, dann bis 1842 Justitiar bei der Finanzkammer des Schwarzwaldkreises in Reutlingen. Für den Wahlkreis Heilbronn (Amt) wurde Ludwig Waaser 1838 in die zweite Kammer des Württembergischen Landtags gewählt, legte das Mandat allerdings 1842 nieder. Danach war er Universitätsamtmann, ab 1845 Universitätsrat in Tübingen, wo er als Leiter der Universitätsverwaltung arbeitete. 1847 wurde er Regierungsrat bei der Regierung für den Donaukreis. Für diesen wurde er 1870 Vizedirektor der Kreisregierung in Ulm. 1877 ging er in den Ruhestand.

## Ehrungen und Auszeichnungen
- 1847: Ehrendoktor (Dr. iur. h. c.) der Universität Tübingen
- 1873: Orden der Württembergischen Krone, Ritterkreuz 1. Klasse,[1] mit dem der persönliche Adel (Nobilitierung) verbunden war
- Friedrichs-Orden, Kommenturkreuz 2. Klasse